# ホンダ・XLR
XLR(エックスエルアール)は、本田技研工業がかつて製造販売したオートバイのシリーズ商標である。

## 概要
デュアルパーパスモデルXLシリーズのモデルチェンジ車に使用された商標で、初出は1985年4月22日発表、同月30日発売で主力となっていた排気量250㏄クラスでXLX250RからモデルチェンジされたXLR250Rの単独車名として使用された。
後に80㏄・125㏄・200㏄の排気量別バリエーションが追加されたが、2000年までに後継モデルへモデルチェンジもしくは廃モデルとなった。

## 排気量別モデル解説
全モデルの共通事項として空冷4ストロークSOHC単気筒エンジンを搭載しており、250㏄モデルは4バルブを放射状に配置するRFVCヘッドとされた。またマニュアルトランスミッションは80R/125R/200Rが5速で250㏄モデルは6速である。
フレームは80Rのみがダイヤモンド型、他のモデルがセミダブルクレードル型。サスペンションは前輪がテレスコピックで後輪がプロリンク式スイングアームである。

### 250㏄モデル
XLR250Rならびに派生モデルのXLR BAJAが製造販売されたが、時期により型式が異なっており、本項では型式別に解説を行う。

#### MD16型
1985年4月22日発表、同月30日発売。MD08型XLX250Rからのフルモデルチェンジ車である。
最大の変更点は搭載されるMD16E型エンジンで引き続きRFVCヘッドとされたが、XLX250R用のMD08E型では燃料供給をPH40型デュアルインテークキャブレターで行っていたものの調整難易度が高いことから加速ポンプ付のPD79型シングルとし、ベースエンジンをXR350RDからXR250RFとすることで内径x行程も72.0x61.3→75.0x56.5（mm）へショートストローク化させ、圧縮比も9.8→9.3とした結果、スペックも最高出力26ps/8,500rpm・最大トルク2.2kg-m/ 7,500rpm→28ps/8,500rpm・2.5kg-m/ 7,500rpmへアップした。
車体面では、上述したエンジンのシングルキャブレター化のほか、スイングアームをアルミニウム合金製へ変更したことなどにより、車重はXLX250R比5kg軽量化の123kgとなった。またフロントフォークボトムケース・スイングアーム・ホイールリムをゴールド、エンジン・クランクケース・フレームをレッドに塗装した。
なお本型式はわずか1年半ほどで後述するMD20型へフルモデルチェンジされたためモデルイヤーコードのXLR250RFで呼称されるケースも多い。

#### MD20型
XLR250Rの車名で1986年12月1日発表、同月2日発売。MD16型からは以下の変更を実施。
- 搭載するRFVCヘッドエンジンを低中速トルク重視の観点からFTR250用に開発された内径x行程：73.0x59.5（mm）のMD17E型へ変更
  - 最高出力28ps/8,500rpm・最大トルク2.5kg-m/ 7,500rpmのスペックは変更なし
- 燃料タンク形状の変更により容量を10→9Lへダウン
- 後輪サイズを17→18インチへアップ
- 車重はMD16型比2kg軽量化の121kgへダウン

本型式は1988年まで製造された。

#### MD22型
XLR BAJAの車名で1987年11月20日発表、同年12月1日発売。
車名のBAJA（バハ）は、メキシコのバハ・カリフォルニア半島（Península de Baja California）で開催されるエンデューロレースBAJA 1000に由来しており、基本設計・コンポーネンツを共有するMD20型XLR250Rに比較してよりエンデューロ=オフロードでの使用を意識したモデルとして型式も含めて以下の変更を施した。
- オイルクーラーを標準装備化
- 後輪ブレーキをシングルディスク化
- ヘッドライトを35/35Wの大型デュアルタイプへ変更
- ヘッドライトの大容量化に伴いジェネレーター（発電機）を高発電能力がある三相交流式に変更
- ヘッドライト光の照り返しを防ぐ目的からフロントフェンダーにツヤ消し塗装を採用
- ウレタン製ハンドルプロテクターを標準装備
- テールバッグを大型大容量化
- 車重はMD20型比3kg増の124kg

またベースとなったMD20型XLR250Rも1989年1月18日発表、同年2月1日発売のマイナーチェンジで後輪ブレーキをドラムブレーキからシングルディスク化し、本型式へ統合された。
さらに1990年12月14日発表、同月15日発売のマイナーチェンジで、フロントフォークのカートリッジ化・タンデムステップ取付位置をスイングアームからフレームへ移設などの変更を実施したほか、小規模な変更は以下のスケジュールで実施された。
- 1989年12月22日発表 1990年1月20日発売[10] - カラーリング変更
- 1992年1月22日発表 同月23日発売[11] - 250Rのみカラーリング変更
- 1992年6月16日発表 同月19日発売[12] - BAJAのみカラーリング変更
- 1993年3月発表 同年4月6日発売[13] - 250Rのみカラーリング変更
- 1993年11月22日発表 同年12月3日発売[14] - カラーリング変更
- 1993年12月20日発表[15] - 第30回東京モーターショーに参考出品された特別仕様車XLR250R SPECIALを1994年1月7日から2,000台限定で発売

1995年にMD30型XR250R・XR BAJAへフルモデルチェンジされ生産終了。

#### 諸元
| 車名                   | XLR250R                                  | XLR250R                                  | XLR BAJA                                 | XLR250R                                  |
| 型式                   | MD16                                     | MD20                                     | MD22                                     | MD22                                     |
| モデルイヤー           | 1985                                     | 1987                                     | 1988                                     | 1989                                     |
| 全長（m）              | 2.125                                    | 2.165                                    | 2.165                                    | 2.165                                    |
| 全幅（m）              | 0.860                                    | 0.860                                    | 0.860                                    | 0.860                                    |
| 全高（m）              | 1.210                                    | 1.210                                    | 1.190                                    | 1.210                                    |
| 最低地上高（m）        | 0.300                                    | 0.285                                    | 0.285                                    | 0.285                                    |
| ホイールベース（m）    | 1.385                                    | 1.430                                    | 1.430                                    | 1.430                                    |
| シート高（m）          | 0.850                                    | 0.860                                    | 0.860                                    | 0.860                                    |
| 車両重量（kg）         | 123                                      | 121                                      | 124                                      | 125                                      |
| 最低回転半径（m）      | 2.1                                      | 2.1                                      | 2.1                                      | 2.1                                      |
| 50㎞/h定地走行燃費     | 50.3km/L                                 | 50.3km/L                                 | 50.3km/L                                 | 50.3km/L                                 |
| 原動機型式名           | MD16E                                    | MD17E                                    | MD17E                                    | MD17E                                    |
| エンジン型式           | 空冷4ストロークRFVC4バルブSOHC単気筒     | 空冷4ストロークRFVC4バルブSOHC単気筒     | 空冷4ストロークRFVC4バルブSOHC単気筒     | 空冷4ストロークRFVC4バルブSOHC単気筒     |
| 総排気量               | 249㏄                                    | 249㏄                                    | 249㏄                                    | 249㏄                                    |
| 内径x行程（mm）        | 75.0x56.5                                | 73.0x59.5                                | 73.0x59.5                                | 73.0x59.5                                |
| 圧縮比                 | 9.3                                      | 9.3                                      | 9.3                                      | 9.3                                      |
| 燃料供給               | PD79型キャブレター                       | PD79型キャブレター                       | PD79型キャブレター                       | PD79型キャブレター                       |
| 最高出力               | 28ps/8,500rpm                            | 28ps/8,500rpm                            | 28ps/8,500rpm                            | 28ps/8,500rpm                            |
| 最大トルク             | 2.5kg-m/7,500rpm                         | 2.5kg-m/7,500rpm                         | 2.5kg-m/7,500rpm                         | 2.5kg-m/7,500rpm                         |
| 始動方式               | プライマリーキック                       | プライマリーキック                       | プライマリーキック                       | プライマリーキック                       |
| 点火装置               | 無接点式CDI                              | 無接点式CDI                              | 無接点式CDI                              | 無接点式CDI                              |
| 潤滑方式               | 圧送飛沫併用ウエットサンプ               | 圧送飛沫併用ウエットサンプ               | 圧送飛沫併用ウエットサンプ               | 圧送飛沫併用ウエットサンプ               |
| 潤滑油容量             | 1.6L                                     | 1.6L                                     | 1.6L                                     | 1.6L                                     |
| 燃料タンク容量         | 10L                                      | 9L                                       | 9L                                       | 9L                                       |
| クラッチ               | 湿式多板                                 | 湿式多板                                 | 湿式多板                                 | 湿式多板                                 |
| 変速方式               | 左足動式リターン                         | 左足動式リターン                         | 左足動式リターン                         | 左足動式リターン                         |
| 変速機                 | 常時噛合6段                              | 常時噛合6段                              | 常時噛合6段                              | 常時噛合6段                              |
| 1速                    | 2.769                                    | 2.769                                    | 2.769                                    | 2.769                                    |
| 2速                    | 1.941                                    | 1.941                                    | 1.941                                    | 1.941                                    |
| 3速                    | 1.450                                    | 1.450                                    | 1.450                                    | 1.450                                    |
| 4速                    | 1.130                                    | 1.130                                    | 1.130                                    | 1.130                                    |
| 5速                    | 0.923                                    | 0.923                                    | 0.923                                    | 0.923                                    |
| 6速                    | 0.785                                    | 0.785                                    | 0.785                                    | 0.785                                    |
| 1次減速比              | 3.100                                    | 3.100                                    | 3.100                                    | 3.100                                    |
| 2次減速比              | 3.076                                    | 3.125                                    | 3.125                                    | 3.125                                    |
| フレーム形式           | セミダブルグレードル                     | セミダブルグレードル                     | セミダブルグレードル                     | セミダブルグレードル                     |
| フロントサスペンション | 正立テレスコピック（円筒型空気ばね併用） | 正立テレスコピック（円筒型空気ばね併用） | 正立テレスコピック（円筒型空気ばね併用） | 正立テレスコピック（円筒型空気ばね併用） |
| リヤサスペンション     | プロリンク式スイングアーム               | プロリンク式スイングアーム               | プロリンク式スイングアーム               | プロリンク式スイングアーム               |
| キャスター             | 29°30′                                   | 26°50′                                   | 26°50′                                   | 26°50′                                   |
| トレール（mm）         | 120.0                                    | 105.0                                    | 105.0                                    | 105.0                                    |
| タイヤ（前）           | 3.00-21-4PR                              | 3.00-21-4PR                              | 3.00-21-4PR                              | 3.00-21-4PR                              |
| タイヤ（後）           | 4.60-17-4PR                              | 4.60-18-4PR                              | 4.60-18-4PR                              | 4.60-18-4PR                              |
| 前輪ブレーキ           | 油圧式シングルディスク                   | 油圧式シングルディスク                   | 油圧式シングルディスク                   | 油圧式シングルディスク                   |
| 後輪ブレーキ           | 機械式ドラム                             | 機械式ドラム                             | 油圧式シングルディスク                   | 油圧式シングルディスク                   |
| 標準価格               | 358,000円                                | 358,000円                                | 439,000円                                | 419,000円                                |
| ---------------------- | ---------------------------------------- | ---------------------------------------- | ---------------------------------------- | ---------------------------------------- |

### XLR125R・XLR200R
1993年5月25日発表、同年7月2日発売。XR200RGをベースとしたフレームに排気量の異なるエンジンを搭載し、排気量124㏄の原付二種（小型自動二輪車）とした型式名JD16がXLR125R、同じく196㏄の軽二輪（普通自動二輪車）とした型式名MD29がXLR200Rである。
本モデルの開発コンセプトは、「より楽しく軽快に」「より幅広いライダーに」「長時間のライディングにもストレスなく」走行できる高い基本性能と一般ライダーにも「親しみやすく」「扱いやすく」としたためエンジン始動方式を他モデルのプライマリーキックからセルフスターターへ変更した。
XLR125Rは、JD09型NX125からのフルモデルチェンジで、搭載されるエンジンは同モデルと同型式JD09Eではあるが、全く別物のクランクケースである。マウント位置は同じ。。
一方でXLR200Rは1987年に生産終了となったMD14型XL200R以来の200㏄クラスモデルで新設計のMD29E型エンジンを搭載する。
ブレーキは両モデルとも共通で前輪は2ポットキャリパーと焼結パッドを組み合わせたローター径240mmの油圧式シングルディスク、後輪はばね下重量を軽減する110mm径の片ハブ式ドラムブレーキである。
1997年にXLR200RはSL230へモデルチェンジされ生産終了。XLR125Rはマイナーチェンジを実施し、2000年まで生産された。

#### 諸元
| 車名                   | XLR125R                          | XLR200R                          |     |     |
| 型式名                 | JD16                             | MD29                             |     |     |
| 全長（m）              | 2.190                            | 2.140                            |     |     |
| 全幅（m）              | 0.840                            | 0.840                            |     |     |
| 全高（m）              | 1.175                            | 1.175                            |     |     |
| ホイールベース（m）    | 1.375                            | 1.375                            |     |     |
| 最低地上高（m）        | 0.295                            | 0.295                            |     |     |
| シート高（m）          | 0.860                            | 0.860                            |     |     |
| 車両重量（kg）         | 122                              | 123                              |     |     |
| 最低回転半径（m）      | 2.0                              | 2.0                              | 2.0 | 2.0 |
| 50㎞/h定地走行燃費     | 35.5km/L                         | 35.5km/L                         |     |     |
| 原動機型式名           | JD09E                            | MD29E                            |     |     |
| エンジン型式           | 空冷4ストローク2バルブSOHC単気筒 | 空冷4ストローク2バルブSOHC単気筒 |     |     |
| 総排気量（cc）         | 124                              | 196                              |     |     |
| 内径x行程（mm）        | 56.5x49.5                        | 63.5x62.2                        |     |     |
| 圧縮比                 | 9.2                              | 9.0                              |     |     |
| 最高出力               | 12ps/9,000rpm                    | 18ps/8,000rpm                    |     |     |
| 最大トルク             | 1.0kg-m/7,000rpm                 | 1.7kg-m/6,500rpm                 |     |     |
| キャブレター           | PD52                             | PD3C                             |     |     |
| 点火装置               | CDI式バッテリー                  | CDI式バッテリー                  |     |     |
| 始動方式               | セルフ                           | セルフ                           |     |     |
| 潤滑方式               | 圧送飛沫併用ウエットサンプ       | 圧送飛沫併用ウエットサンプ       |     |     |
| 潤滑油容量             | 1.2L                             | 1.2L                             |     |     |
| 燃料タンク容量         | 9L                               | 9L                               |     |     |
| クラッチ               | 湿式多板コイルスプリング         | 湿式多板コイルスプリング         |     |     |
| 変速方式               | 左足動式リターン                 | 左足動式リターン                 |     |     |
| 変速機                 | 常時噛合5段                      | 常時噛合5段                      |     |     |
| 1速                    | 2.769                            | 2.769                            |     |     |
| 2速                    | 1.722                            | 1.722                            |     |     |
| 3速                    | 1.263                            | 1.263                            |     |     |
| 4速                    | 1.000                            | 1.000                            |     |     |
| 5速                    | 0.838                            | 0.838                            |     |     |
| 1次減速比              | 4.055                            | 3.090                            |     |     |
| 2次減速比              | 3.000                            | 3.230                            |     |     |
| フレーム形式           | セミダブルグレードル             | セミダブルグレードル             |     |     |
| フロントサスペンション | テレスコッピック                 | テレスコッピック                 |     |     |
| リヤサスペンション     | プロリンク式スイングアーム       | プロリンク式スイングアーム       |     |     |
| キャスター             | 25°40′                           | 25°40′                           |     |     |
| トレール               | 95.0mm                           | 95.0mm                           |     |     |
| タイヤ（前）           | 2.75-21-45P                      | 2.75-21-45P                      |     |     |
| タイヤ（後）           | 4.10-18-59P                      | 4.10-18-59P                      |     |     |
| ブレーキ（前）         | 油圧式シングルディスク           | 油圧式シングルディスク           |     |     |
| ブレーキ（後）         | 機械式ドラム                     | 機械式ドラム                     |     |     |
| 標準価格               | 349.000円                        | 369,000円                        |     |     |
| ---------------------- | -------------------------------- | -------------------------------- | --- | --- |

### XLR80R
1987年7月31日発表、同年8月1日発売。型式名HD10。同社の排気量100㏄以下原付2種クラスデュアルパーパスモデルは1985年のXL80S生産終了によって2ストロークエンジン搭載のMTX80Rのみとなったが、初心者でも楽しく乗りこなせるコンパクトかつ扱いやすい4ストロークエンジンを搭載するランドスポーツバイクの要求から開発された。原付2種であるが、乗車定員は1名でタンデムステップもない。
前後ドラムブレーキやダイモンドフレームなどの基本設計はXL80SならびにミニモトクロスレーサーのXR80Rから継承されており、搭載されるHD10E型前傾12°空冷SOHCエンジンはXL80S用HD04E型と同じ内径x行程47.5×45.0（mm）・排気量79㏄ながら最高出力6.8ps/8,000rpm・最大トルク0.63kg-m/7,500rpmへスペックアップされたほか、プロリンク式スイングアーム後輪サスペンションや外装デザインはXLR250Rと共通である。
1988年に後継モデルとなる2ストロークエンジン搭載のCRM80が製造販売開始されたため1987年モデルのみで生産終了。

#### 諸元
| 車名                   | XLR80R                           |
| 型式名                 | HD10                             |
| 全長（m）              | 1.820                            |
| 全幅（m）              | 0.720                            |
| 全高（m）              | 0.955                            |
| ホイールベース（m）    | 1.205                            |
| 最低地上高（m）        | 0.205                            |
| シート高（m）          | 0.715                            |
| 車両重量（kg）         | 76                               |
| 最低回転半径（m）      | 1.9                              |
| 50㎞/h定地走行燃費     | 65.7km/L                         |
| 原動機型式名           | HD10E                            |
| エンジン型式           | 空冷4ストローク2バルブSOHC単気筒 |
| 総排気量（cc）         | 79                               |
| 内径x行程（mm）        | 47.5×45.0                        |
| 圧縮比                 | 9.8                              |
| 最高出力               | 6.8ps/8,000rpm                   |
| 最大トルク             | 0.63kg-m/7,500rpm                |
| キャブレター           | PC20                             |
| 始動方式               | プライマリーキック               |
| 点火装置               | CDIマグネト                      |
| 潤滑方式               | 圧送飛沫併用ウエットサンプ       |
| 潤滑油容量             | 0.9L                             |
| 燃料タンク容量         | 6L                               |
| クラッチ               | 湿式多板コイルスプリング         |
| 変速方式               | 左足動式リターン                 |
| 変速機                 | 常時噛合5段                      |
| 1速                    | 3.083                            |
| 2速                    | 1.882                            |
| 3速                    | 1.400                            |
| 4速                    | 1.130                            |
| 5速                    | 0.960                            |
| 1次減速比              | 4.437                            |
| 2次減速比              | 3.266                            |
| フレーム形式           | ダイヤモンド                     |
| フロントサスペンション | テレスコッピック                 |
| リヤサスペンション     | プロリンク式スイングアーム       |
| キャスター             | 26°15′                           |
| トレール               | 95.0mm                           |
| タイヤ（前）           | 2.50-16-4PR                      |
| タイヤ（後）           | 3.00-14-4PR                      |
| ブレーキ（前）         | 機械式ドラム                     |
| ブレーキ（後）         | 機械式ドラム                     |
| 標準価格               | 209.000円                        |
| ---------------------- | -------------------------------- |

## 官公庁納入仕様

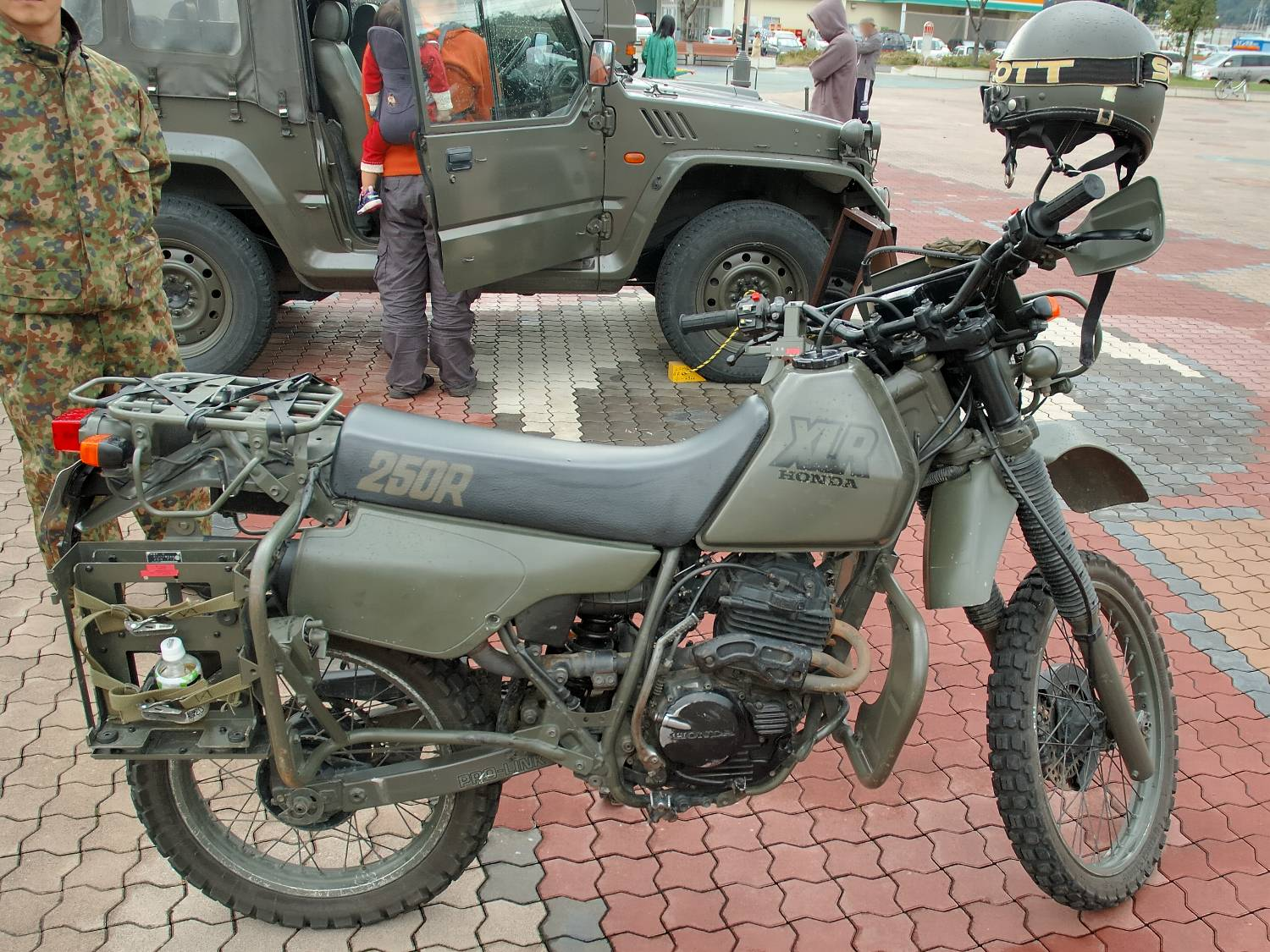
XLR250R 陸上自衛隊向け仕様

陸上自衛隊向け偵察車両としてXLR250Rの納入実績がある。